# Jeppe Hansen
 Der er flere personer med dette navn, se Jeppe Hansen (flertydig).
Jeppe Løkkegaard Hansen (født 10. februar 1989) er en dansk fodboldspiller, der spiller i den danske klub Aarhus Fremad.
I sommeren 2013 hentede Odense Boldklub Jeppe Hansen til klubben på en et-årig aftale fra Næsby Boldklub, hvor han i sæsonen forinden havde scoret 14 mål i 2. division vest.

Jeppe er repræsenteret af Markus Kristensen Agency